# 4620 Bickley
4620 Bickley eller 1978 OK är en asteroid i huvudbältet som upptäcktes den 28 juli 1978 av Perth-observatoriet. Den är uppkallad efter den plats Perth-observatoriet är byggt på.
Asteroiden har en diameter på ungefär 3 kilometer.